# Die Linke Bremen
Die Linke Bremen ist der Landesverband der Partei Die Linke in Bremen.

## Geschichte

### Vorgeschichte
Nach der Umbenennung der SED in PDS versuchte sich die PDS auch in Westdeutschland zu etablieren. Der Landesverband der PDS in Bremen gründete sich im Dezember 1994.
Bei der vorgezogenen Bürgerschaftswahl in Bremen 1995 trat die PDS erstmals an. Mit dem Wahlslogan „Nach der Ampel Links“ (der Slogan verwies auf das Scheitern der Ampelkoalition) warb sie um Wähler und erzielte 8.174 Stimmen oder 2,4 %. Mit Spitzenkandidatin Martina Renner verbesserte sich die PDS in Bremen bei der Bürgerschaftswahl in Bremen 1999 geringfügig auf 8.418 Stimmen oder 2,9 %.
Zur Bundestagswahl 2005 benannte sich die PDS im Rahmen der geplanten Verschmelzung mit der WASG in Linkspartei.PDS um und öffnete ihre Liste für WASG-Mitglieder.

### Seit der Fusion
Die Partei Die Linke wurde am 13. Oktober 2007 als Zusammenschluss aus den Landesverbänden der PDS und der WASG gebildet.
Bei der Wahl zur Bremischen Bürgerschaft 2007 am 13. Mai 2007 trat die Partei erstmals als Listenverbindung an, bevor der Zusammenschluss von PDS und WSAG vollzogen war. Mit Peter Erlanson als Spitzenkandidat gelang ihr der erste Einzug in ein westdeutsches Landesparlament. Sie wurde mit 7 Abgeordneten viertstärkste Fraktion.
Im September 2009 (2013 wiedergewählt) wurde Agnes Alpers über die Bremer Landesliste zum Mitglied des Deutschen Bundestages gewählt. Im März 2015 legte sie ihr Mandat aus gesundheitlichen Gründen nieder; Birgit Menz folgte ihr als MdB. In der Legislatur von 2017 bis 2021 vertrat Doris Achelwilm die Bremer Linke im Bundestag.
2011 weigerten sich die Landesprecher des Landesverbands, die antiisraelische Kampagne „Boycott, Divestment and Sanctions“ zu verurteilen, nachdem in Gruppen Bremen zum Boykott israelischer Produkte aufgerufen hatten. Eine Stellungnahme gegen diese Aktion wurde bundesweit von zahlreichen Parteimitgliedern, darunter u. a. Katja Kipping und Bodo Ramelow unterzeichnet, in der die Kampagne explizit als „Antisemitismus“ bezeichnet wurde, „der an die NS-Parole ‚Kauft nicht beim Juden‘ erinnert“. Es folgte ein formal einstimmiger Beschluss der Linksfraktion im Bundestag, bei dem der Unterstützung für Boykottaufrufe und anderen antiisraelische Aktionen eine klare Absage erteilt wurde.
Mit der Bürgerschaftswahl in Bremen 2011 konnte die Partei ihren Status als zweitstärkste Kraft in der Opposition – mit nunmehr fünf Abgeordneten – behaupten. Allerdings scheiterte sie im Wahlbereich Bremerhaven mit 4,6 % an der Fünfprozenthürde.

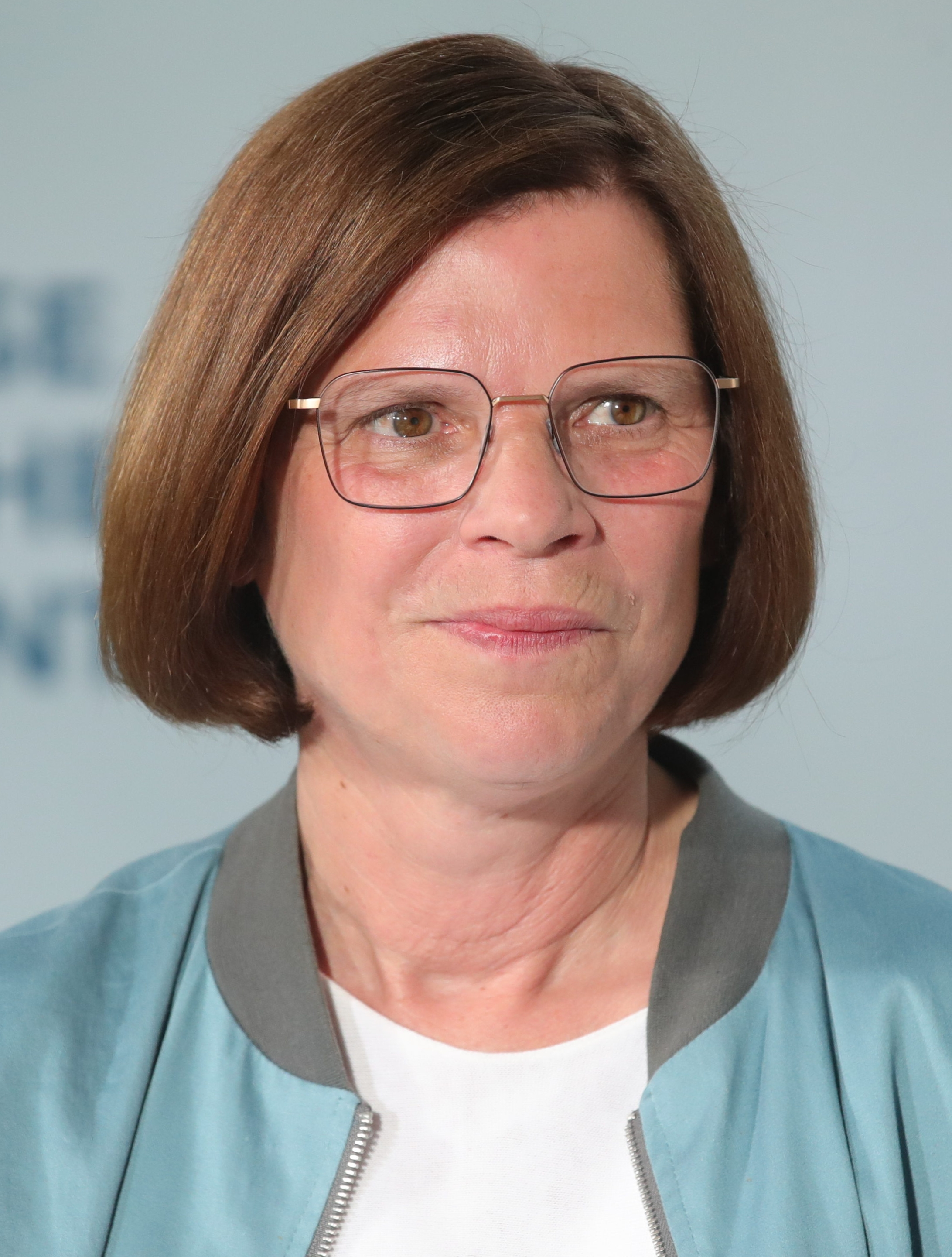
Kristina Vogt (2023), Wirtschaftssenatorin seit 2019 und Spitzenkandidatin 2019 und 2023

Bei der Bürgerschaftswahl in Bremen 2015 erreichte die Linke fast 9,1 Prozent und zog mit acht Abgeordneten in die Bürgerschaft ein.
Bei der Bürgerschaftswahl in Bremen 2019 erreichte die Linke fast 11,3 Prozent und zog mit zehn Abgeordneten in die Bürgerschaft ein. Die Partei stellt in Bremen mit Kristina Vogt und Claudia Bernhard zwei Senatorinnen und ist in einem Rot-Rot-Grünen Bündnis an der Regierung beteiligt. Mit dieser Regierungsbeteiligung wurde die Linkspartei erstmals in ihrer Geschichte Koalitionspartner in einer westdeutschen Landesregierung.
Mit ihrem Parteitag im Januar 2022 hat sich der Landesvorstand der Partei stark verändert und verjüngt. Im Kontext des Krieges in der Ukraine entwickelte die Partei abweichende Position zur Bundespartei und forderte etwa, die Auslandsschulden der Ukraine zu streichen und dem Wunsch der Ukraine nach Waffenlieferungen nachzukommen.
Bei der Bürgerschaftswahl in Bremen 2023 erhielt die Linke etwa 10,9 Prozent und zog mit zehn Abgeordneten in die Bürgerschaft ein. Das rot-rot-grüne Bündnis wurde daraufhin fortgesetzt (Senat Bovenschulte II).

## Organisation und Struktur
Der Landesverband Bremen ist in vier Kreisverbänden organisiert:
- Kreisverband Bremerhaven
- Kreisverband Bremen-Links der Weser
- Kreisverband Bremen-Mitte Ost
- Kreisverband Bremen-Nord West

Die politischen Themenfelder werden in 19 Arbeitsgruppen behandelt.

## Personen

### Vorsitzende
Dem Landesvorstand gehören 12 Mitglieder an. Das Amt der Vorsitzenden der Partei Die Linke Bremen übten seit Gründung folgende Personen aus:
| Landesvorsitzende | Jahr                                          |
| ----------------- | --------------------------------------------- |
| Klaus-Rainer Rupp | 1995 bis 1998 (PDS) und 2002 bis 2005 (Linke) |
| Axel Troost       | 2007 bis 2008                                 |
| Cornelia Barth    | 2007 bis 2013 und 2017 bis 2022               |
| Doris Achelwilm   | 2013 bis 2017                                 |
| Felix Pithan      | 2015 bis 2019                                 |
| Christoph Spehr   | 2008 bis 2015 und seit 2019                   |
| Anna Fischer      | seit 2022                                     |

## In Parlamenten
Erstmals zog die Linke 2007 in die Bremer Bürgerschaft ein.

### Bürgerschaftsabgeordnete
In der Bürgerschaft der 17. Wahlperiode von 2007 bis 2011 war die Linke mit sieben Abgeordneten vertreten
In der Bürgerschaft der 18. Wahlperiode von 2011 bis 2015 war die Linke mit fünf Abgeordneten vertreten.
In der Bürgerschaft der 19. Wahlperiode von 2015 bis 2019 war die Linke mit acht Abgeordneten vertreten.
In der Bürgerschaft der 20. Wahlperiode von 2019 bis 2023 war die Linke mit zehn Abgeordneten vertreten.
In der Bürgerschaft der 21. Wahlperiode ab 2023 ist die Linke erneut mit zehn Abgeordneten vertreten.